# Longitarsus ordinatus
Longitarsus ordinatus là một loài bọ cánh cứng trong họ Chrysomelidae. Loài này được Foudras miêu tả khoa học năm 1860.